# در ستایش زنان مسن (فیلم ۱۹۹۷)
در ستایش زنان مسن (به انگلیسی: In Praise of Older Women) فیلمی محصول سال ۱۹۹۷ و به کارگردانی مانوئل لومباردرو است. در این فیلم بازیگرانی همچون خوان دیه‌گو بوتو، میگوئل آنگل گارسیا، فی داناوی، کارمه الیاس، یوآنا پاتسوا، روسانا پاستور، اینگرید روبیو، فلورانس پرنل، آنخل د آندرس لوپس، رامون بارئا، میگل ریان و نانچو نوو ایفای نقش کرده‌اند.